# Cleja
Cleja – wieś w Rumunii, w okręgu Bacău, w gminie Cleja. W 2011 roku liczyła 4598 mieszkańców.